# Roger Dashen
Roger Frederick Dashen (* 5. Mai 1938 in Grand Junction, Colorado; † 25. Mai 1995 in La Jolla) war ein US-amerikanischer theoretischer Physiker, der sich mit Quantenfeldtheorie und Elementarteilchenphysik beschäftigte.
Dashen studierte Physik an der Harvard University (wo er auch in der Football-Mannschaft spielte), wo er 1960 „summa cum laude“ seinen Abschluss machte. Danach ging er ans Caltech, wo er 1964 promoviert wurde. Danach war er am Caltech und ab 1967 am Institute for Advanced Study, wo er 1969 Professor wurde. 1966 wurde er Sloan Research Fellow. 1986 wurde er Professor an der University of California, San Diego (UCSD), ab 1988 als Fakultätsleiter. Er spielte eine führende Rolle bei der Etablierung eines Supercomputerzentrums am UCSD und bei der Gründung des Instituts für theoretische Physik der National Science Foundation an der University of California, Santa Barbara.
In den 1960er Jahren beschäftigte er sich teilweise in Zusammenarbeit mit Murray Gell-Mann mit Stromalgebren (Current Algebras) der Elementarteilchenphysik und mit Modellen chiraler Symmetrie. Mit Steven Frautschi versuchte er 1964 eine Berechnung des Massenunterschieds von Proton und Neutron innerhalb der S-Matrix-Theorie, die auf elektromagnetische Wechselwirkungen zurückgeführt wird. In den 1970er Jahren untersuchte er mit Brosl Hasslacher und André Neveu quantenfeldtheoretische Modelltheorien (wie das Sine-Gordon-Modell und das Gross-Neveu-Modell) für ausgedehnte Teilchen und semiklassische Näherungen (WKB-Näherung) für deren Analyse. Sie entwickelten die Dashen-Hasslacher-Neveu-Methode (DHN) zur Quantisierung von Solitonen, die Wegintegrale benutzt. Nach der Entdeckung von Instantonen in der Quantenchromodynamik (QCD) durch Polyakov untersuchte er diese mit David Gross und Curtis Callan. In den 1980er Jahren beschäftigte er sich mit Gittereichtheorien und fand mit Neuberger (unabhängig von Giorgio Parisi) eine obere Schranke für die Higgs-Boson-Masse.
Dashen beschäftigte sich auch mit Schallausbreitung im Meer (auch mit militärischen Anwendungen im Sinn), wobei er quantenfeldtheoretische Methoden (wie Wegintegrale und die Renormierungsgruppe) auf das Problem zufälliger Schallstreuung im Ozean anwandte. Dabei arbeitete er teilweise mit seinen JASON-Kollegen Kenneth Watson und Frederik Zachariason zusammen. Dashen war hochrangiger wissenschaftlicher Berater der US-Navy, u. a. im Komitee zur Sicherheit der SSBNs, der raketentragenden U-Boote, und in Fragen der U-Boot-Abwehr. Außerdem war er Mitglied der JASON Defense Advisory Group.
Dashen war seit 1979 Mitglied der American Academy of Arts and Sciences, seit 1984 Mitglied der National Academy of Sciences. 1994 wurde er Fellow der American Physical Society.
Er war verheiratet und hatte zwei Töchter.

## Schriften
- Roger Dashen und Stephen Adler: Current Algebras. Applications to Particle Physics. Benjamin 1968